# Kilver
Kilver är en sjö i Arvidsjaurs kommun i Lappland och ingår i Byskeälvens huvudavrinningsområde. Sjön har en area på 1,8 kvadratkilometer och ligger 361,9 meter över havet. Kilver ligger i Byskeälven Natura 2000-område. Sjön avvattnas av vattendraget Byskeälven.

## Delavrinningsområde
Kilver ingår i det delavrinningsområde (727629-166340) som SMHI kallar för Utloppet av Kilver. Medelhöjden är 379 meter över havet och ytan är 12,01 kvadratkilometer. Räknas de 91 avrinningsområdena uppströms in blir den ackumulerade arean 1 417,25 kvadratkilometer. Avrinningsområdets utflöde Byskeälven mynnar i havet. Avrinningsområdet består mestadels av skog (63 procent) och sankmarker (12 procent). Avrinningsområdet har 2,1 kvadratkilometer vattenytor vilket ger det en sjöprocent på 17,4 procent.